# Bernardo Portuondo
Bernardo Portuondo y Barceló (Santiago de Cuba, 1840-Madrid, 1920) fue un ingeniero militar y político español, diputado y senador por Cuba en las Cortes de la Restauración.

## Biografía
Nació el 20 de julio de 1840 en Santiago de Cuba. Políticamente pasó de alinearse con el republicanismo zorrillista, a aliarse con José López Domínguez y a su vez con el fusionismo sagastino. Desde 1879 y durante la década de 1880 obtuvo escaño de diputado a Cortes por varios distritos cubanos (Santiago de Cuba, La Habana y Santa Clara). En la década de 1890 fue primero senador por Santiago de Cuba y por la Universidad de La Habana, para pasar a desempeñar el cargo de forma vitalicia desde 1893.  Fallecido en diciembre de 1920 en Madrid, había llegado a ser vicepresidente del Senado.